# Wadi Nisnas
Wadi Nisnas (in arabo وادي النسناس‎?; in ebraico ואדי ניסנאס‎?) è un quartiere di Haifa, in Israele. Rappresenta il principale quartiere arabo palestinese della città e la maggioranza della popolazione è costituita da arabi palestinesi cristiani. Wadi Nisnas è sede di un'intensa vita sociale e culturale e con i suoi edifici in pietra è caratterizzato da autenticità dal punto di vista urbanistico, architettonico e socioculturale.

## Storia

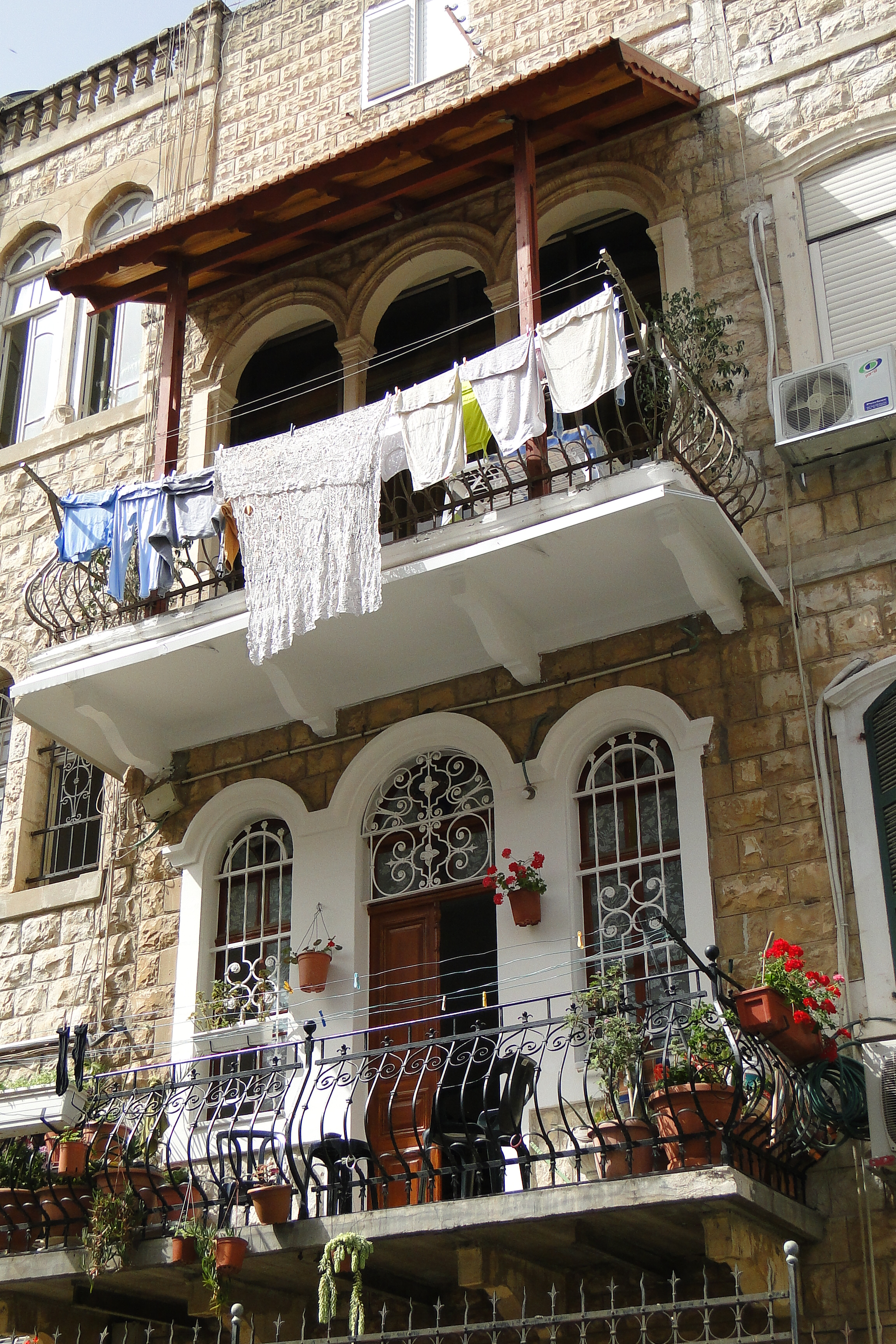
Architettura caratteristica di Wadi Nisnas, 2011

Il quartiere, situato al di fuori delle mura della vecchia Haifa, si sviluppò alla fine del XIX secolo, quando nell'area vi si stabilì una comunità araba cristiana. Nel 1945 la popolazione contava circa 2000 abitanti, per la grande maggioranza arabi cristiani e comprendenti un centinaio di ebrei. In seguito alla guerra arabo-israeliana del 1948 e all'abbandono di Haifa da parte della stragrande maggioranza dei suoi abitanti arabi, a Wadi Nisnas e dintorni le autorità israeliane concentrarono i 5000 arabi rimasti in città. Il quartiere divenne quindi punto di riferimento culturale, sociale e religioso per la comunità araba a Haifa. La comunità araba fu sottoposta alla legge marziale fino al 1966. Nel 1963 la municipalità di Haifa riconobbe l'identità multiculturale del quartiere e nel 1994 lanciò il festival Holiday of Holidays. Nel 1976 Wadi Nisnas venne incluso dalle autorità governative nelle proprie iniziative di riabilitazione e la municipalità intervenne per migliorarne le infrastrutture. Nell'ottobre 2000, nell'ambito della seconda intifada, il quartiere fu sede di violenti scontri tra la polizia e gli abitanti che manifestavano in solidarietà ai palestinesi dei territori occupati.

## Società e cultura
Wadi Nisnas rappresenta uno dei quartieri arabi di Haifa, insieme ad Abbas, al-Khalisa, Kababir e Wadi al-Jimal. Wadi Nisnas è l'unico quartiere di Haifa rimasto intatto dopo il 1948; malgrado l'abbandono da parte della gran parte degli abitanti, la struttura del quartiere non venne modificata nel corso dei decenni seguenti, mantenendo la propria autenticità araba palestinese. Il quartiere è caratterizzato da strade strette e tortuose che lo contraddistinguono dal tessuto urbano circostante. La sovrappopolazione e il deterioramento delle infrastrutture hanno provocato la decadenza del quartiere. La maggioranza degli edifici sono stati abbandonati dagli abitanti palestinesi nel 1948 e sono oggi gestiti dall'Amidar. Molti edifici sono in cattive condizioni, anche a causa dei bassi redditi degli abitanti. Generalmente gli ebrei evitano il quartiere, limitandosi perlopiù a visitarne il mercato. Le autorità locali hanno adottato una strategia per preservare l'autenticità araba del quartiere, esaltandone il fascino esotico per fini turistici.
Nel 2010 il quartiere contava 3490 abitanti, il 66% dei quali arabi cristiani e il 31,5% arabi musulmani, oltre a pochi ebrei. L'identità araba palestinese e la forte concentrazione del quartiere hanno favorito una forte coesione relazionale, culturale e sociale della comunità locale. Nel quartiere hanno sede una ricca rete di attività commerciali, un importante mercato, numerose scuole, chiese e club. Il quartiere è poi caratterizzato da un'intensa vivacità culturale, essendo sede del teatro arabo al-Midan, del quotidiano arabo al-Ittihad e del centro culturale arabo-ebraico Beit Ha'Gefen. La forte concentrazione di servizi nel quartiere garantisce l'autonomia della comunità in ambito sociale, economico, educativo e religioso. La municipalità di Haifa organizza annualmente ogni dicembre a Wadi Nisnas il festival Holiday of Holidays, che celebra l'identità multiculturale della città e che attrae migliaia di visitatori ogni anno.